# 1954 na Alemanha
Esta é uma cronologia dos fatos acontecimentos de ano 1954 na Alemanha.

## Eventos
- 23 de maio: O Hannover 96 conquista o campeonato alemão de futebol ao vencer o 1. FC Kaiserslautern por 5 a 1.
- 29 de junho: O tratado de paz é aprovado por 93,46% de votos num referendo na Alemanha Oriental.
- 4 de julho: A Seleção de Futebol da Alemanha Ocidental conquista o primeiro título da Copa do Mundo FIFA ao vencer a Hungria por 3 a 2 em Berna.[1]
- 17 de julho: Theodor Heuss é eleito novamente presidente da Alemanha Ocidental na eleição presidencial indireta.
- 17 de outubro: São realizadas as eleições gerais na Alemanha Oriental.